# 車鼻可汗
車鼻可汗（呉音：しゃびかがん、漢音：しゃひかがん、拼音：Chēbí kĕhàn、生没年不詳）は、羈縻（きび）政策下の東突厥の可汗。突厥別部の突利部出身。車鼻可汗というのは可汗号で、正しくは乙注車鼻可汗（いつちゅうしゃひかがん、Yǐzhùchēbí kĕhàn）といい、姓は阿史那氏、名は斛勃（こくほつ、Húbó）という。

## 生涯
阿史那斛勃の一族は代々小可汗となっており、牙は金山（アルタイ山脈）の北に在った。
貞観4年（630年）、東突厥の大可汗である頡利可汗が唐に捕えられ、東突厥が滅ぶと、北方の諸部は阿史那斛勃を大可汗に推戴しようとしたが、時を同じくして鉄勒薛延陀部の夷男（イネル Inäl）がすでに唐の太宗によって真珠毘伽可汗（インチュ・ビルゲ・カガン、Yinčü bilgä qaγan）に封ぜられていたので、阿史那斛勃は敢えて可汗位に就こうとせず、所部を率いて薛延陀部に帰順した。
阿史那斛勃には人望があり、多くの民衆が彼に附くようになった。しかし、これを悪く思った薛延陀部は彼を殺そうと考えた。この事を察知した阿史那斛勃は旧地（金山の北）に逃げ帰り、その地で勝兵3万人を擁し、自ら乙注車鼻可汗と称した。西は葛邏禄（カルルク）族、北は結骨（キルギス）族と接し、車鼻可汗に附いた。
貞観21年（647年）、車鼻可汗は薛延陀部を破り、子の沙鉢羅特勤（イシュバラ・テギン）を唐に入朝させ、方物を献上した。また、車鼻可汗も自ら入朝したいと請願したので、太宗は将軍の郭広敬を遣わしてこれを招いたが、車鼻可汗が来なかったので太宗は激怒した。
貞観23年（649年）、太宗は右驍衛郎将の高侃を遣わして密かに迴紇（ウイグル）部・僕骨（ボクトゥ）部などの兵を招き寄せて車鼻可汗を襲撃させた。すると、その酋長である葛邏禄（カルルク）部の泥孰闕俟利発（でいしゅく・キョル・イルテベル：官名）や抜塞匐部・処木昆部の莫賀咄俟斤（バガテュル・イルキン：官名）らが部落を率いて車鼻可汗に背き、相次いで唐に投降してきた。
永徽元年（650年）、高侃軍は阿息山に次いだ。車鼻可汗は唐軍が来ると聞き、所部の兵を招集したが、皆命令を聞かず、遂に妻子と数百騎を捕らえられてしまい、車鼻可汗は遁走し、その衆は唐に降った。9月、高侃は精騎を率いて車鼻可汗を金山まで追撃し、これを捕えて京師に送り、社廟に献上させ、昭陵にも献上させた。高宗はその罪を数えて車鼻可汗を赦し、彼を左武衛将軍に拝して長安に住まわせ、その余衆を鬱督軍山（ウテュケン山）に住まわせて狼山都督にこれを統領させた。唐はこの後、単于都護府・瀚海都護府を設置した。

## 子
- 沙鉢羅特勤
- 陟苾特勤
- 羯漫陀

## 参考資料
- 『旧唐書』（本紀第四、列伝第一百四十四上）
- 『新唐書』（本紀第三、列伝一百四十上）